# چنتولا
چنتولا (به ایتالیایی: Centola) یک کومونه در ایتالیا است که در استان سالرنو واقع شده‌است. چنتولا ۴۷ کیلومتر مربع مساحت و ۵٬۰۷۳ نفر جمعیت دارد و ۳۳۶ متر بالاتر از سطح دریا واقع شده‌است.